# Besiege
Besiege是英国开发商Spiderling Studios在Windows、OS X和Linux平台上开发的一款基于物理的游戏，该游戏于2015年1月28日在Steam上早期发布。2018年9月14日更新簡體中文介面。
该游戏允许玩家创造出各种古怪的中世纪攻城机械，以对抗城堡或军队。玩家可以从一系列机械部件中进行选择，将这些部件连接在一起以构建机器。每个游戏等级都有一个目标，例如“摧毁风车”或“杀死100名士兵”等。 虽然目标相对简单，但允许使用各种可能的方法进行试验。
尽管游戏背景设定为中世纪，但是玩家通过游戏组件或者模组创造许多近现代或者超现代的设施，例如汽车、飞机、坦克、建筑、机器人等。 2017年12月的更新还增加增加了关卡编辑器和多人游戏功能，例如创造载具相互对抗，或其他玩家试图摧毁由其他人创建的城堡等。之后还增加了高级建造模式，允许玩家创造更复杂的机械。
Rock, Paper, Shotgun的Marsh Davies赞扬其早期版本，将其那12世纪版本的“有点讽刺”般的科技，与坎巴拉太空计划相对比，同时也赞扬了游戏程序化的图形风格和音乐效果。